# جسر عسغر أباد
جسر عسغر أباد (بالفارسية: پل عسگرآباد) هو جسر تاريخي يعود إلى عصر القاجاريون، ويقع في مقاطعة قم.